# ورزشگاه استنفورد
ورزشگاه استنفورد (به انگلیسی: Stanford Stadium) یک ورزشگاه چند منظوره در دانشگاه استنفورد، استنفورد، ایالات متحده آمریکا است.
این ورزشگاه در ابتدا در سال ۱۹۲۱ تاسیس شده و یکی از ورزشگاه‌های جام جهانی فوتبال ۱۹۹۴ نیز بود اما در سال ۲۰۰۵ تخریب و ورزشگاهی جدید و در سال ۲۰۰۶ ورزشگاه جدید با ظرفیت ۵۰٬۴۲۴ نفر به بهره‌برداری رسیده است.